# Pittura vittoriana
Durante l'età vittoriana, periodo storico dell'Inghilterra compreso tra il 1837 e il 1901, date del regno della Regina Vittoria, la pittura conobbe un grande sviluppo, manifestando i caratteri salienti della cultura dell'epoca.

## Correnti e temi
Le problematiche e le contraddizioni dell'epoca, messe a nudo dalla fenomenologia dell'industrialismo, si riflettono e vengono esaltate dalle arti visive, oltre che decorative, concretizzandosi in varie e distinte correnti.

## Confraternita dei Preraffaelliti
La corrente più nota sviluppatasi in questo periodo, la Confraternita dei Preraffaelliti, è ascrivibile al grande movimento del simbolismo. Temi favoriti furono la speculazione sull'essenza della bellezza e dell'arte, anche nelle sue implicazioni sociali, e la raffigurazione di temi biblici e di ambientazione medievale, sempre intrisi di fitti significati simbolici.
Dalla corrente si sviluppò l'opera isolata di alcuni artisti tardi, operanti fino ai primi decenni del XX secolo, come John William Waterhouse e Frederick Leighton.

## Fairy painting

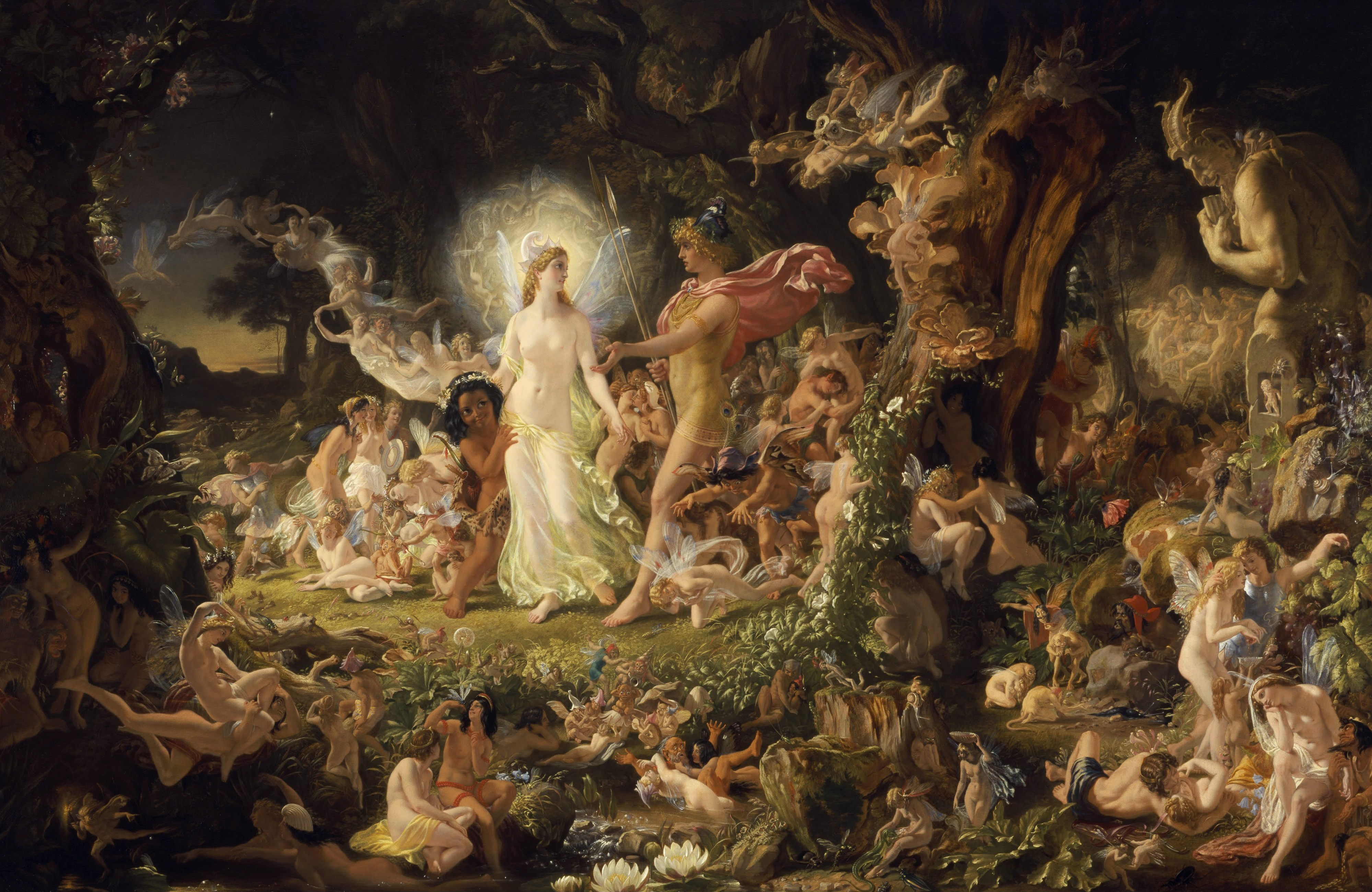
La contesa di Oberon e Titania, opera di Joseph Noel Paton (1849) ispirata a Shakespeare.

La "pittura di fate", fairy painting, è un particolare genere della pittura e dell'illustrazione vittoriana che si concentra sulla raffigurazione di fate e mondi incantati, con grande attenzione all'atmosfera e al dettaglio. Generalmente considerata una forma di escapismo, la corrente fa da corona al revival tipicamente vittoriano del fantastico, vero e proprio fenomeno culturale legato a opere di Shakespeare come Sogno di una notte di mezza estate ed alle fiabe, e a certa bizzarra e fortunata letteratura per l'infanzia rappresentata in particolare dall'opera di Lewis Carroll.
Il movimento trova naturalmente le sue origini nelle opere letterarie e teatrali del romanticismo oltre che, come si è detto, al rinnovarsi dell'attenzione per opere come Sogno di una notte di mezza estate e La tempesta di William Shakespeare, La regina delle fate di Edmund Spenser e Il ricciolo rapito di Alexander Pope. Tra i principali motivi del rinnovato interesse nella rappresentazione teatrale di queste opere, ha sicuramente avuto un ruolo l'introduzione di nuove tecniche, tra cui l'utilizzo di gas e luci e il miglioramento dei macchinari di scena. I motivi non sono tuttavia da ricercarsi solamente nella sfera tecnica e tecnologica: la rivoluzione industriale, secondo critici come Jeremy Maas, aveva lasciato nel pubblico un forte senso di disorientamento e sradicamento, che la mitologia e il fantastico colmavano con raffigurazioni di antichi mondi e tradizioni perdute.
A partire da modelli romantici come Johann Heinrich Füssli e William Blake, la pittura di fate trova il suo primo autore nello schizofrenico Richard Dadd, che produsse la maggior parte dei suoi dipinti e delle sue illustrazioni nell'ospedale psichiatrico di Bethlem, in cui era rinchiuso per l'omicidio del padre. Dopo di lui, il primo artista socialmente integrato a dedicarsi a questi soggetti fu John Anster Fitzgerald, membro della Royal Academy. Debuttò nel genere con una serie di illustrazioni a tema natalizio, fondando un importante filone dell'illustrazione vittoriana. Altri autori della pittura di fate furono Edwin Landseer, detto "l'artista prediletto della regina", i preraffaelliti John Everett Millais e Dante Gabriel Rossetti, Arthur Hughes e William Bell Scott, anch'essi tardi preraffaelliti, le ragazzine Elsie Wright e Frances Griffiths, famose per le loro fotografie delle fate di Cottingley, e l'illustratore Arthur Rackham, considerato l'ultimo della corrente dopo che, con la Seconda guerra mondiale, l'interesse figurativo nei confronti del fantastico e delle fate iniziava a sfumare.
Altri autori appartenenti a questo filone furono:
- Alexander Abdo
- Daphne Constance Allen
- Patricia Beeman Ardley
- Walter Arnoldi
- Margaret Bayliss
- Robert Anning Bell
- Eleanor Vere Boyle
- Victorine Buttberg
- Walter Crane
- Cicely Mary Barker
- Charles Altamont Doyle
- Richard Doyle
- Luis Ricardo Falero
- John Anster Fitzgerald
- Carl Johan Forsberg
- Paul Raymond Gregory
- Harold Gresley
- John Atkinson Grimshaw
- Keeley Halswelle
- Laurence Housman
- Helen Mary Jacobs
- Rudolf Jettmar
- Jessie Marion King
- Margaret Lewington
- Alexander Mann
- Thomas Maybank
- Robert James Enraght Moony
- Walter Jenks Morgan
- Amelia Jane Murray
- Hume Nisbet
- Edward A. Fellowers Prynne
- Frederick Cayley Robinson
- Edouard Rischgitz
- David Scott
- E. Lyall Surete
- Arthur Wardle
- Mary Elizabeth Watt
- William J. Webbe

## Christmas treasury
Oltre al fantastico, un altro dei soggetti favoriti della pittura vittoriana fu il periodo natalizio, che portò alla nascita di genere autonomo in pittura e, soprattutto, nell'illustrazione. I Christmas treasury, prodotti in forma di antologia contenenti racconti, canzoni e, soprattutto immagini, divennero particolarmente popolari, unendo al fascino fiabesco che tanto affascinava i vittoriani un chiaro valore pedagogico.
In questo periodo videro la luce opere come le musiche di scena del balletto Lo schiaccianoci di Čajkovskij e il racconto Canto di Natale di Charles Dickens, e vennero elaborati alcuni degli elementi della mitologia natalizia che permangono ancora oggi, tra cui la figura di Babbo Natale. Tra gli illustratori che maggiormente si dedicarono al tema natalizio, il già citato John Anster Fitzgerald, che è considerato il fondatore del movimento, John Callcott Horsley, il primo a produrre dei biglietti d'auguri a tema natalizio su commissione di Henry Cole, Richard Doyle, noto per le sue illustrazioni alle opere di Dickens, e Randolph Caldecott, personaggio fondamentale dell'editoria per bambini.

## Colonialismo e orientalismo
Movimento profondamente radicato nella pittura del romanticismo, il fascino per l'oriente ebbe grande importanza nei costumi vittoriani, soprattutto dopo l'acquisizione dell'India quale colonia dell'impero. Ispirandosi ad artisti francesi come Eugène Delacroix, Jean-Auguste-Dominique Ingres e Jean-Léon Gérôme, i pittori vittoriani diressero frequentemente la loro attenzione verso ambientazioni come quella dell'harem, raffigurando spesso scene di vita orientale permeate da sensualità, indolenza e una certa dose di lascivia ad incrementarne il fascino. Quella sensualità che trovava sempre meno spazio nella puritana Inghilterra, veniva quindi trasferita in terre lontane e implicitamente giustificata con l'inferiorità morale dei coloni. I principali autori che si dedicarono alla raffigurazione dell'oriente furono:
- Thomas Allom, 1804-1872
- Sir Frank Brangwyn, 1867-1956
- Sir David Young Cameron, 1865-1945
- Luis Ricardo Falero, 1851-1896
- Joseph Farquharson, 1846-1935
- Robert McGown Coventry, 1855-1914
- John Fulleylove, 1845-1908
- Frederick Goodall, 1822-1904
- Dudley Hardy, 1867-1922
- John Rogers Herbert, 1810-1890
- William Holman Hunt
- Robert George Talbot Kelley, 1861-1934
- Edward Lear, 1812-1888
- Lord Frederick Leighton, 1830-1896 con opere come The Light of the harem;
- John Frederick Lewis, 1805-1876 che visse a lungo al Cairo;
- Arthur Melville, 1855-1904
- William James Muller, 1812-1845
- John Pettie, 1839-1893
- Valentine Cameron Prinsep, 1838-1904
- David Roberts, 1796-1864
- Thomas Seddon, 1821-1856
- Robert Tonge, 1823-1856
- William James Webbe 1853-1878
- John William Waterhouse, con le sue scene di indolenza intitolate è Dolce far niente.

Precursore del genere è considerato Joshua Reynolds, con le sue frequenti raffigurazioni di soggetti legati all'India.

## Ritrattistica
Molti artisti vittoriani si dedicarono alla ritrattistica. Tra questi, i più noti e prolifici furono William Etty, William Quiller Orchardson, James Sant, Frank Holl e Luke Fildes.